# Yauco
Yauco é um município de Porto Rico, situado na região sul da ilha. Tem 178,1 km² de área e sua população em 2010 foi estimada em 42.043 habitantes. Limita com os municípios de Maricao, Lares, Adjuntas, Guayanilla, Guánica, Sabana Grande, e com o Mar do Caribe.